# Episodi di Waking the Dead (quinta stagione)
La quinta stagione della serie televisiva Waking the Dead è stata trasmessa nel Regno Unito nel 2005.
In Italia è andata in onda in prima visione assoluta su Giallo dal 18 giugno al 23 luglio 2013.
| Nº | Titolo originale          | Titolo italiano                 | Prima TV UK       | Prima TV Italia |
| -- | ------------------------- | ------------------------------- | ----------------- | --------------- |
| 1  | Towers of Silence, Part 1 | Le torri del silenzio - parte 1 | 18 settembre 2005 | 18 giugno 2013  |
| 2  | Towers of Silence, Part 2 | Le torri del silenzio - parte 2 | 19 settembre 2005 | 18 giugno 2013  |
| 3  | Black Run, Part 1         | Affari sporchi - parte 1        | 25 settembre 2005 | 25 giugno 2013  |
| 4  | Black Run, Part 2         | Affari sporchi - parte 2        | 26 settembre 2005 | 25 giugno 2013  |
| 5  | Subterraneans, Part 1     | Sotterranei - parte 1           | 2 ottobre 2005    | 2 luglio 2013   |
| 6  | Subterraneans, Part 2     | Sotterranei - parte 2           | 3 ottobre 2005    | 2 luglio 2013   |
| 7  | Straw Dog, Part 1         | Cane di paglia - parte 1        | 9 ottobre 2005    | 9 luglio 2013   |
| 8  | Straw Dog, Part 2         | Cane di paglia - parte 2        | 10 ottobre 2005   | 9 luglio 2013   |
| 9  | Undertow, Part 1          | Sott'acqua - parte 1            | 16 ottobre 2005   | 16 luglio 2013  |
| 10 | Undertow, Part 2          | Sott'acqua - parte 2            | 17 ottobre 2005   | 16 luglio 2013  |
| 11 | Cold Fusion, Part 1       | Fusione fredda - parte 1        | 23 ottobre 2005   | 23 luglio 2013  |
| 12 | Cold Fusion, Part 2       | Fusione fredda - parte 2        | 24 ottobre 2005   | 23 luglio 2013  |